# Corrido (Lombardei)
Corrido ist eine norditalienische Gemeinde (comune) in der Lombardei.

## Lage und Einwohner
Die Gemeinde liegt etwa 26,5 Kilometer nordnordöstlich von Como am Fuße des Berges Monte Colmen dei Carac (1099 m s.l.m.). Sie bedeckt eine Fläche von 6,3 km² und hat 915 Einwohner (Stand 31. Dezember 2023). Zur Gemeinde zählen auch die Fraktionen Vesetto (Hauptort), Bicagno, Cancellino und Molzano. 
Die Nachbargemeinden sind Carlazzo, Porlezza und Val Rezzo.

## Bevölkerungsentwicklung
- Fusion mit Buggiolo und Seghebbia im 1812.

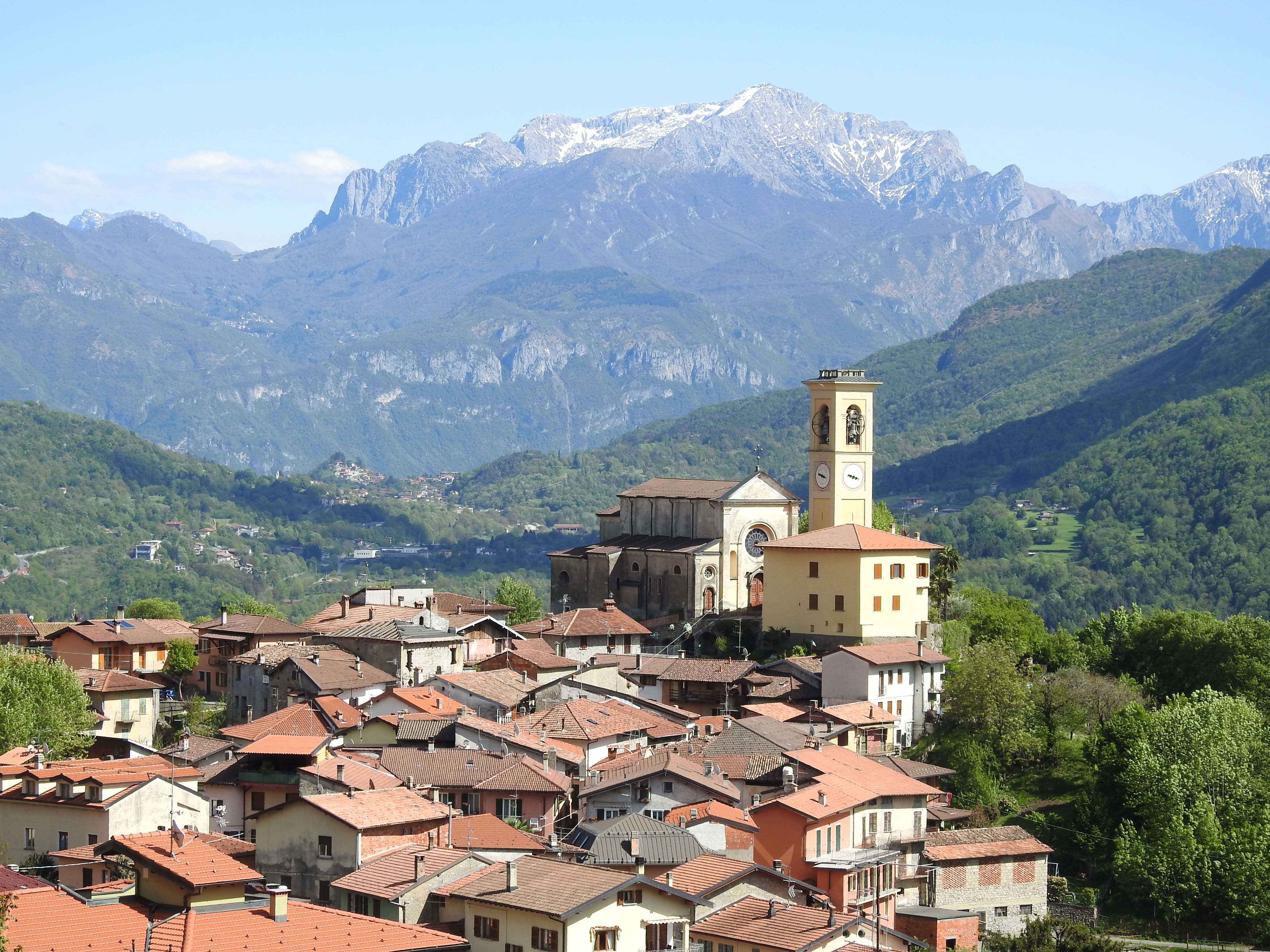
Vesetto mit Grigna Gruppe im Hintergrund

## Geschichte
Zur Zeit des Herzogtums Mailand gehörte Corrido zur Pfarrei von Porlezza. Als in der zweiten Hälfte des 18. Jahrhunderts die österreichische Lombardei in Provinzen aufgeteilt wurde, gehörte die Gemeinde Corrido, die noch immer zur Pfarrei Porlezza gehörte, zunächst zur Provinz Como und wurde dann 1791 wieder der Provinz Mailand zugeordnet.
Im Zuge der territorialen Neuordnung des Königreichs Italien durch Napoleon Bonaparte wurden die Grenzen von Corrido 1812 um die Gemeinden Buggiolo und Seghebbia erweitert.
Nach dem Sturz Napoleons und dem anschließenden Übergang der Lombardei an Österreich-Ungarn wurde die Zusammenlegung jedoch aufgehoben und Corrido wurde eine der Gemeinden der Provinz Como im Königreich Lombardo-Venetien.

## Sehenswürdigkeiten
- Pfarrkirche Santi Materno e Martino im Ortsteil Vesetto[3]
- Kirche San Benedetto Martire im Ortsteil Molzano[4]
- Oratorium Sant’Antonio Abate im Ortsteil Biccagno[5]
- Oratorium Sant’Antonio da Padova im Ortsteil Cancellino[6]